# Fredrique Runquist
Johanna Fredrika "Fredrique" Runquist, född 3 september 1848 i Landskrona, död där 14 augusti 1891, var en svensk lärare. 
Frederique var dotter till kaptenen Johan Gustaf Bützow Runquist. Som var vanligt på den tiden för hennes kön fick hon nästan endast utbilda sig hemma, där hon lärde sig hushållsysslor, men under en period fick hon också lektioner av en tysk guvernant, som gjorde henne till en humanistisk autodidakt. Därefter fick hon också gå en tid i en skola i Köpenhamn. 1871 studerade hon vid Högre lärarinneseminariet, och blev sedan lärare vid Beskowska skolan. 
Runquist var reformpedagogi och motståndare till den då vanliga åskådsmetoden eller formalismen, som hon jämförde med dressyr, och som gick ut på att eleven främst fick lära sig att rabbla upp läxor. Själv slappnade hon av princip i stället efter på disciplinen och fick eleverna att läsa och fördjupa sig i de ämnen de intresserade sig för och på det sätt som bäst fungerade som inlärning för deras personlighet, och strävade efter att med ett förenklat och mer levande och engagerande språk få eleverna att förstå snarare än bara lära sig kopiera kunskapen de fick höra. Denna metod visade sig framgångsrik både på småbarn och även på elever med utvecklingsstörning. Enligt hennes kompanjon Anna Sandström var hon en skicklig människokännare och använde sig av den sokratiska metoden. Som metod för att lära sig naturvetenskap föreslog hon praktisk snarare än teoretisk undervisning i ämnet. Hon var 1881–1882 föreståndare för Södermalms elementarläroverk för flickor, och gjorde 1882–1883 en studieresa i Tyskland och Danmark. 1883 medverkade hon i grundandet av den reformedagogiska tidskriften Verdandi, och samma år grundade hon tillsammans med Anna Sandström en reformskola. 
1884 upphörde hennes verksamhet på grund av en psykisk sjukdom, som varade till hennes död. Enligt Sandström berodde den på en kollaps till följd av långvarig överansträngning.